# Oh Hayoung
 (avril 2024).
Si vous disposez d'ouvrages ou d'articles de référence ou si vous connaissez des sites web de qualité traitant du thème abordé ici, merci de compléter l'article en donnant les références utiles à sa vérifiabilité et en les liant à la section « Notes et références ».
Oh Ha-young (coréen : 오하영), née le 19 juillet 1996 à Séoul, est une chanteuse et danseuse sud-coréenne. Elle est mieux connue pour faire partie du girl group sud-coréen Apink.

## Biographie
Oh Hayoung est née le 19 juillet 1996 à Séoul en Corée du Sud. Elle a été à la Seoul Arts High School puis stagiaire pendant un an et demi avant de débuter avec les A Pink, en tant que chanteuse, danseuse secondaire, et "Maknae" (la plus jeune du groupe, appellation commune et usuelle en Corée).

## Carrière

### Télévision
| Tv Show              | Rôle                               | Date               |
| -------------------- | ---------------------------------- | ------------------ |
| A Pink News          |                                    | 2011               |
| A Pink News Season 2 |                                    | 2011               |
| Birth of a Family    |                                    | 2012               |
| A Pink News Season 3 |                                    | 2012               |
| A-Pink Showtime      |                                    | 2014               |
| Hello Counselor      | Invité, avec Naeun, Namjoo et Bomi | 1er décembre 2014  |
| Music Core           | MC spécial avec Sungjae et N       | 25 juillet 2015    |
| Show Champion        | MC spécial avec Chorong            | 5 août 2015        |
| Hello Counselor      | Invité, avec Eunji                 | 10 août 2015       |
| Weekly Idol          | Assistante avec N et Mina          | 2 septembre 2015 - |
| Hello Counselor      | Invité, avec Eric Nam              | 11 janvier 2016    |
| Law of the jungle,   | Papouasie-Nouvelle-Guinée          | 2016               |

### Filmographie
| Nom            | Titre                       | Rôle                             | Date |
| -------------- | --------------------------- | -------------------------------- | ---- |
| Beast          | Beautilful                  | Figurante avec Naeun             | 2010 |
| Mario          | Mayday                      | Figurante                        | 2012 |
| Huh Gak        | 1440                        | Rôle principale avec Do Jin Han  | 2013 |
| Shin Bo Ra     | Frozen                      | Rôle principale avec CNU de B1A4 | 2013 |
| Lim Chang Jung | Shall We Dance With Dr. Lim | Figurante                        | 2014 |

### Collaboration
| Nom        | Titre                | Année |
| ---------- | -------------------- | ----- |
| Jiggy Doog | The best thing I did | 2014  |

### Parole
| Nom   | Titre            | Année |
| ----- | ---------------- | ----- |
| Apink | What A Boy Wants | 2015  |